# Kai Curry-Lindahl
Kai Curry-Lindahl (* 10. Mai 1917 in Stockholm; † 5. Dezember 1990) war ein schwedischer Zoologe und Autor wissenschaftlicher Abhandlungen.
Curry-Lindahl war von 1966 bis 1969 bei der Universität Stockholm angestellt und nahm aktiv an der damaligen Tierschutzdebatte teil. Zusätzlich war er von 1953 bis 1974 Chef der naturhistorischen Abteilung des Freilichtmuseums Skansen. Als Gastprofessor hielt er Vorträge an den nordamerikanischen Universitäten in Berkeley, Kalifornien (1974–1983) und Toronto, Kanada (University of Guelph-Humber, 1974–1978). Von 1974 war er Ratgeber für die UNO-Organisationen UNESCO, FAO, und UNEP sowie für etwa 35 afrikanische Staaten, wo er ein Büro in Nairobi hatte. Über einen langen Zeitraum war er an das schwedische Umweltsekretariat gebunden.

## Werke (Auswahl)
- Djuren och människan i svensk natur, 1955, Stockholm.
- Några djurarters utbredning - djurgeografi, 1957, Stockholm.
- Skogar och djur, 1961, Stockholm.
- Europas natur, 1971, Stockholm.
- Fjällämmel - en artmonografi, 1975, Bonnier, Stockholm, ISBN 91-0-039966-3.
- Låt dem leva. De utrotningshotade djuren världen över, 1982, Stockholm.
- Våra fiskar, 1985, Stockholm.
- Däggdjur, groddjur & kräldjur, 1988, Stockholm, ISBN 91-1-864142-3.

| Personendaten    | Personendaten                  |
| ---------------- | ------------------------------ |
| NAME             | Curry-Lindahl, Kai             |
| KURZBESCHREIBUNG | schwedischer Zoologe und Autor |
| GEBURTSDATUM     | 10. Mai 1917                   |
| GEBURTSORT       | Stockholm                      |
| STERBEDATUM      | 5. Dezember 1990               |